# Gräddbukig myrvireo
Gräddbukig myrvireo (Herpsilochmus motacilloides) är en fågel i familjen myrfåglar inom ordningen tättingar.

## Utseende
Gräddbukig myrvireo är en medelstor (11–12 cm) grå myrsmyg. Ovansidan är ljusgrå med vitbandade svarta vingar och svart stjärt. Ansiktet är vitt med svart hjässa och ögonbrynsstreck. Undersidan är vit. Honan skiljer sig från hanen genom beigefärgad panna och vita streck på hjässan.

## Utbredning och systematik
Fågeln förekommer i Andernas östsluttning i Peru (Huánuco till Cusco). Den behandlas som monotypisk, det vill säga att den inte delas in i några underarter.

## Status och hot
Arten har ett stort utbredningsområde, men tros minska i antal, dock inte tillräckligt kraftigt för att den ska betraktas som hotad. Internationella naturvårdsunionen IUCN listar arten som livskraftig (LC).